# الدوري السويدي الدرجة الأولى 1995
الدوري السويدي الدرجة الأولى 1995 (بالسويدية: Division 1 i fotboll 1995)‏ هو موسم من الدوري السويدي الدرجة الأولى. فاز فيه Umeå FC ‏.